# Littérature du VIe siècle av. J.-C.
Littérature du VIIe siècle av. J.-C. - Littérature du VIe siècle av. J.-C. - Littérature du Ve siècle av. J.-C.
Chronologie de la littérature

## Événements
- Vers 598 av. J.-C. : exil de Sappho en Sicile selon la Chronique de Paros[1].
- Vers 550 av. J.-C. : Thespis, poète tragique semi-légendaire athénien, transporte la première troupe ambulante sur un chariot dans les campagnes d'Attique[2]. Il ajoute aux chants du chœur dithyrambique un prologue et des répliques dites par un acteur, ce qui en fait le fondateur de la tragédie[3].
- Vers 534 av. J.-C. : premier concours tragique des Grandes Dionysies réorganisées par Pisistrate à Athènes, remporté apparemment par Thespis[4].

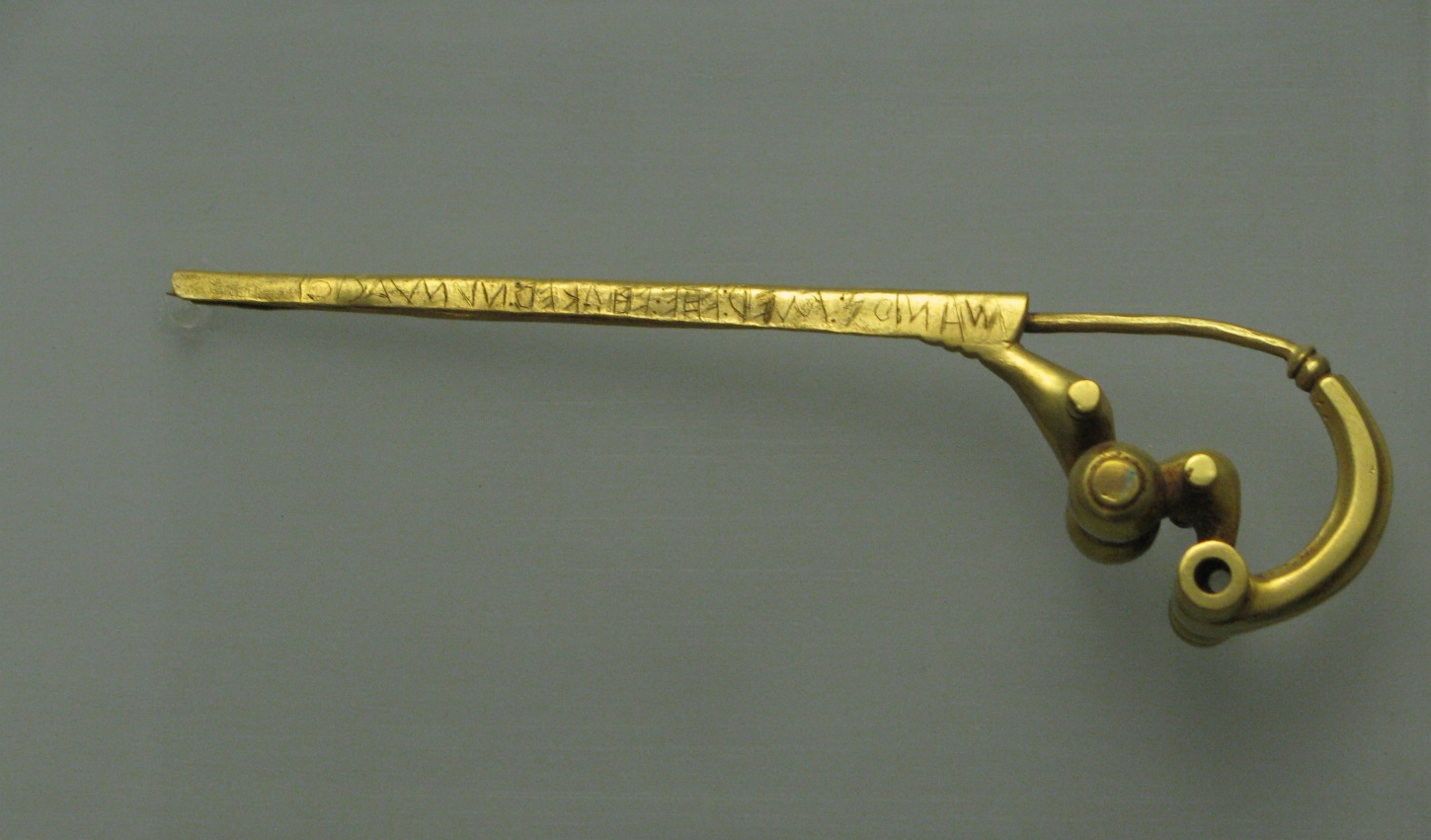
La fibule de Préneste au musée national de préhistoire et d'ethnographie Luigi Pigorini à Rome.

- Premiers documents écrits de Rome et du Latium, en alphabet chalcidien : fibule de Préneste et vase de Duénos, datant de la fin du VIIe siècle av. J.-C. ou du début du VIe siècle av. J.-C.[5].

## Œuvres majeures
- Vers 565 av. J.-C. : la Télégonie, poème d’Eugammon de Cyrène écrit pour le roi Battos II. Il raconte la suite des aventures d’Ulysse après l’Odyssée[6].
- 512 av. J.-C. : parution de L'Art de la guerre de Sun Tzu[7].

## Personnages significatifs
- Hipponax, poète satirique d’Ephèse pendant la seconde partie du siècle.
- Phocylide de Milet, Théognis de Mégare (v. 540), Ibycos de Rheghion, poètes.
- Sappho, poétesse à Mytilène (née v. 610).
- Alcée de Mytilène, poète (580-630 av. J.-C.).
- Ésope, fabuliste.
- Thespis, poète tragique.
- Mimnerme de Smyrne, poète didactique.
- Stésichore, poète lyrique actif vers 570-540 av. J.-C.
- Simonide de Céos, poète (556-467 av. J.-C.).
- Anacréon poète de Téos en Lydie (vers 550-464 av. J.-C.).
- Épicharme, poète comique (vers 540-450 av. J.-C.).